# Leopold Vogl (Fußballspieler)
Leopold „Tscharry“ Vogl, auch Vogl II genannt, (* 16. September 1910 in Atzgersdorf, Österreich-Ungarn; † 16. Dezember 1991) war ein österreichischer Fußballspieler und Fußballtrainer, der in den 1930er Jahren vier Meistertitel mit dem SK Admira Wien gewann und im Nationalteam zum Einsatz kam.

## Karriere

### Vereine
Vogl begann seine Karriere bei Vorwärts Atzgersdorf und wechselte 1930 zum Erstligisten SC Wacker Wien. 1932 wurde er von der Admira verpflichtet, wo er zunächst als Ergänzungsspieler in der Sturmreihe zum Einsatz kam und um Verwechslungen mit dem Linksaußen Adolf Vogl zu vermeiden, Vogl II genannt wurde. Nachdem Ignaz Sigl, der langjährige Rechtsaußen der Jedleseer, mit Ende der Saison seine Karriere beendete, übernahm der junge Stürmer diese Position, nachdem er sich auch gegen Leopold Facco durchsetzen konnte.
Schon in seiner ersten Saison als Stammspieler gelang es der Admira, nicht nur die Meisterschaft zu gewinnen, sondern durch ein 8:0 über den SK Rapid Wien im Finale des ÖFB-Cup auch das Double zu holen. Die Mannschaft war damit auch im Mitropacup 1934 startberechtigt, wo man durch Siege über den AC Neapel, Sparta Prag und Juventus Turin das Finale erreichte und dort dem AGC Bologna nach einem 3:2 im Hinspiel noch mit 1:5 unterlag. In der folgenden Saison war Vogl mit 15 Treffern bester Torschütze der Admira, wo die Sturmreihe mit Anton Schall, Karl Stoiber, Karl Durspekt, Wilhelm Hahnemann und Adolf Vogl durchwegs mit Nationalspielern besetzt war. In der Meisterschaft reichte dies zwar nur zum Vizemeister, aber in den vier darauf folgenden Jahren konnten sich die Schwarz-Weißen drei weitere Titel sichern.
1941 wechselte Vogl gemeinsam mit seinem Klubkollegen Karl Stoiber zum Zweitligisten Wiener AC, wo nicht nur der Titel gewonnen, sondern in der Aufstiegsrunde auch die Erstklassigkeit geschafft wurde. In der Gauliga konnte die Pratermannschaft auf Anhieb den zweiten Platz hinter der Vienna erreichen, dem im nächsten Jahr ein dritter Platz folgte. Vogl blieb auch nach Kriegsende beim WAC, wo er nunmehr als Spielertrainer tätig war und bis 1947 in der Meisterschaft auflief.

### Nationalmannschaft
Auf Grund der starken Konkurrenz auf den Stürmerpositionen in den 1930er Jahren, war für Leopold Vogl kaum Platz in der Nationalmannschaft, zumal auf Rechtsaußen Karl Zischek nahezu gesetzt war und mit Rudolf Geiter und Bobby Riegler weitere Klassespieler bereitstanden. Vogls erstes Länderspiel war eigentlich ein Spiel der B-Nationalmannschaft gegen die Nationalmannschaft Polens im Mai 1935, welches vom ÖFB später zu einem offiziellen Länderkampf erklärt wurde. Seinen einzigen „richtigen“ Einsatz hatte Vogl im Oktober desselben Jahres bei einem 4:4 gegen Ungarn. Nach dem Anschluss kam er auch mehrfach in der Ostmarkauswahl und im Wiener Städteteam zum Einsatz.

## Erfolge
- 1× Mitropacupfinale: 1934
- 4× österreichischer Meister: 1934, 1936, 1937, 1939
- 1× ÖFB-Cup: 1934
- 1× österreichischer Zweitligameister: 1942
- 2 Spiele und 2 Tore für die österreichische Fußballnationalmannschaft: 1935

## Trainerkarriere
Nachdem Vogl bereits während seiner aktiven Zeit beim WAC erste Trainererfahrungen gemacht hatte und dabei auch durch seine Jugendarbeit aufgefallen war, wurde er 1949 vom FK Austria Wien als Nachwuchsbetreuer verpflichtet. Im Jahr 1956 folgte er auf Walter Nausch als Trainer der Kampfmannschaft, kehrte aber schon nach einer Saison wieder zu den Nachwuchsmannschaften zurück. Zwei weitere Male sollte er interimistisch die erste Mannschaft übernehmen, nämlich 1958 nach dem Abgang von Karl Adamek und im Herbst 1964 als Nachfolger von Eduard Frühwirth. Seine Hauptarbeit blieb jedoch im Jugendbereich, wo er in den 1950er und 1960er Jahren eine Reihe von späteren Nationalspielern ausbildete, wie beispielsweise Franz Swoboda, Ernst Fiala und Horst Hirnschrodt. Er verstarb im Dezember 1991 im Krankenhaus Lainz und wurde im Jänner 1992 am Atzgersdorfer Friedhof bestattet.

## Weblink
- Leopold Vogl in der Datenbank von weltfussball.de